# Gare de Grésy-sur-Aix
La gare de Grésy-sur-Aix est une gare ferroviaire française de la ligne d'Aix-les-Bains-Le Revard à Annemasse, située sur le territoire de la commune de Grésy-sur-Aix, dans le département de la Savoie, en région Auvergne-Rhône-Alpes.
C'est une gare de la Société nationale des chemins de fer français (SNCF) desservie par des trains TER Auvergne-Rhône-Alpes.

## Service des voyageurs

### Accueil
Halte SNCF, c'est un point d'arrêt non géré (PANG) à entrée libre.

### Desserte
Grésy-sur-aix est desservie par des trains TER Auvergne-Rhône-Alpes sur les liaisons Annecy - Chambéry et Grenoble - Valence

### Intermodalité
des consignes individuelles a vélo et un parking pour les véhicules sont aménagés. La gare est desservie par les lignes 200,201 et 02 du réseau Ondéa (le bus numéro 2 s'arrête a cascade a environ deux minutes de la gare).

### Fréquentation
De 2015 à 2023, selon les estimations de la SNCF, la fréquentation annuelle de la gare s'élève aux nombres indiqués dans le tableau ci-dessous.
| Année     | 2015   | 2016   | 2017   | 2018   | 2019   | 2020   | 2021   | 2022   | 2023    |
| --------- | ------ | ------ | ------ | ------ | ------ | ------ | ------ | ------ | ------- |
| Voyageurs | 67 310 | 61 292 | 65 582 | 60 119 | 69 592 | 53 176 | 69 400 | 92 911 | 107 974 |

2024 
| 126 444 |

## Histoire
La gare de Grésy-sur-Aix est mise en service par le PLM en même temps que la ligne le 5 juillet 1866.

## Situation ferroviaire
Établie à 319 mètres d'altitude, la gare de Grésy-sur-Aix est située au point kilométrique (PK) 122,142 de la ligne entre Annecy et Aix-les-Bains – Le Revard, entre les gares ouvertes d'Albens (Entrelacs) et d’Aix-les-Bains – Le Revard. Elle se situe a 5 km de la Gare d'aix les bains - le revard